# Alosa tanaica
Az Alosa tanaica a sugarasúszójú halak (Actinopterygii) osztályának heringalakúak (Clupeiformes) rendjébe, ezen belül a heringfélék (Clupeidae) családjába tartozó faj.

## Előfordulása
Az Alosa tanaica elterjedési területe a Fekete-, az Azovi- és Márvány-tengerek.

## Megjelenése
Ez a halfaj legfeljebb 20 centiméteresre nőhet meg. Testtömege 59 gramm. A szájpadláson és az ekecsonton (vomer), a fogak alig fejlettek.

## Életmódja
Egyaránt megél a sós-, édes- és brakkvízben is. Általában 50-70 méteres mélységben tartózkodik. Tápláléka állati plankton, rákok, rovarlárvák és kis halak.

## Szaporodása
Ez az Alosa-faj anadrom vándorhal (a tengerből az édesvízbe vonul ívni). Egy-kétévesen válik ivaréretté. A folyók állóvizes részét keresi, vagy beúszik a tavakba, vagy az elöntött területekre. Sok példány, kétszer-négyszer ívik életében. Január-március között, az Alosa tanaica rajok megjelennek a partok közelében; amikor a hőmérséklet 10 Celsius-fokos lesz, április–május között, a halak felúsznak a folyókba. Május-június között, amikor már 15 Celsius-fok van, elkezdődik az ikrák lerakása. Az ikrák vagy úsznak, vagy a fenékre ereszkednek. Az ivadék ősszel a folyótorkolatokba és lagúnákba úszik, aztán az első tél elteltével kiúszik a tengerbe.

## Állományai
A vízszennyezés miatt, a 20. század első évtizedeiben, az Az Alosa tanaica állományok erősen lecsökkentek. A Fekete-tenger északi részén, még mindig alacsony a számuk, kivételt képezve az azovi-tengeri állomány, amely manapság is, bővelkedik a példányokban.

## Felhasználása
Az Alosa tanaica halfajt, az ember tenyészti.